# Альптекин, Эркин
Эркин Альптекин (4 июля 1939, Кашгар) — генеральный секретарь Всемирного уйгурского конгресса, сын известного уйгурского диссидента Исы Юсуфа Альптекина (умершего в 1995).

## Биография
Родился в 1939 году. В 1949 году его семья была вынуждена эмигрировать из Синьцзян-Уйгурского автономного района в Кашмир, а позже в Турцию.
С начала 1970-х и до середины 1990-х работал на радиостанции «Свобода» в Мюнхене в качестве помощника директора национальных служб. Кроме того, он работал директором уйгурского отдела радиостанции до начала 1979 года, когда радиопередачи были прекращены, а отдел был расформирован. Всего лишь за год до этого Эркин издал книгу, в которой высказывались мысли весьма враждебные по отношению к коммунизму вообще и к Китаю в особенности.
Даже после увольнения с радиостанции Эркин продолжал заниматься уйгурской проблемой, а в начале 1991 года основал Восточно-Туркестанский Союз в Европе и стал его первым председателем. В том же году он стал одним из основателей Организации Непредставленных Наций и Народностей, а в 1999 году стал её генеральным секретарём.
В 2004 году был избран первым президентом «Всемирного уйгурского конгресса».